# Törpe szferoidális galaxis

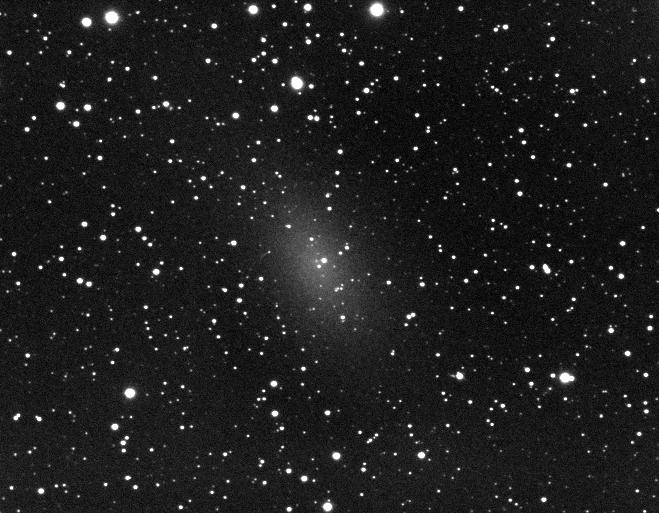
Az NGC 147, a Lokális Csoport egyik tagja

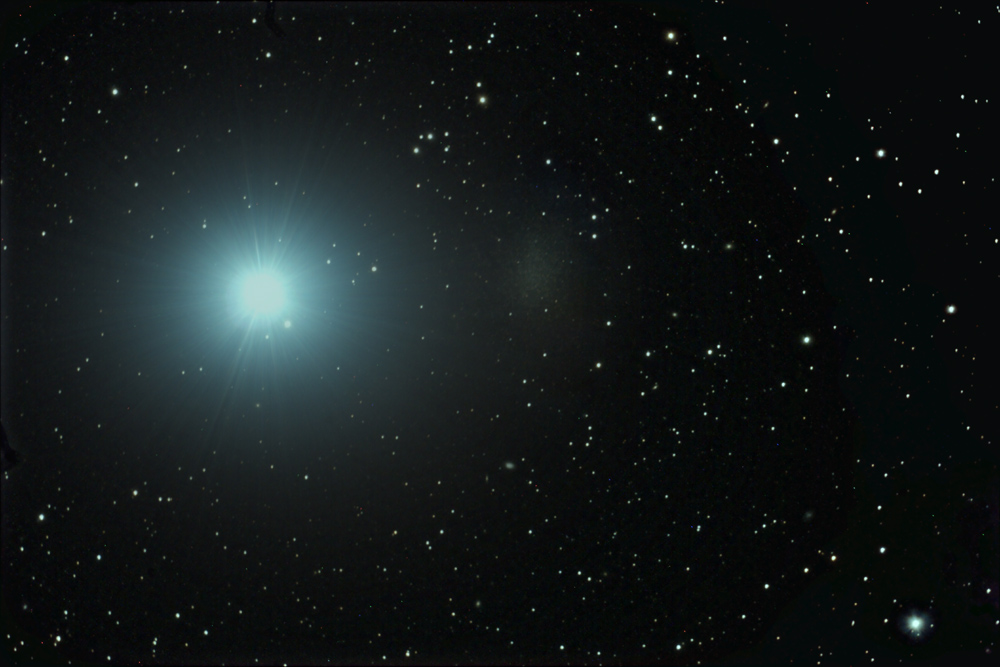
A Leo I törpegalaxis, illetve leginkább a helye. A kép közepétől jobbra látható nagyon fényes csillag a Regulus, a galaxis a kép közepétől kissé felfelé látható nagyon halvány folt.

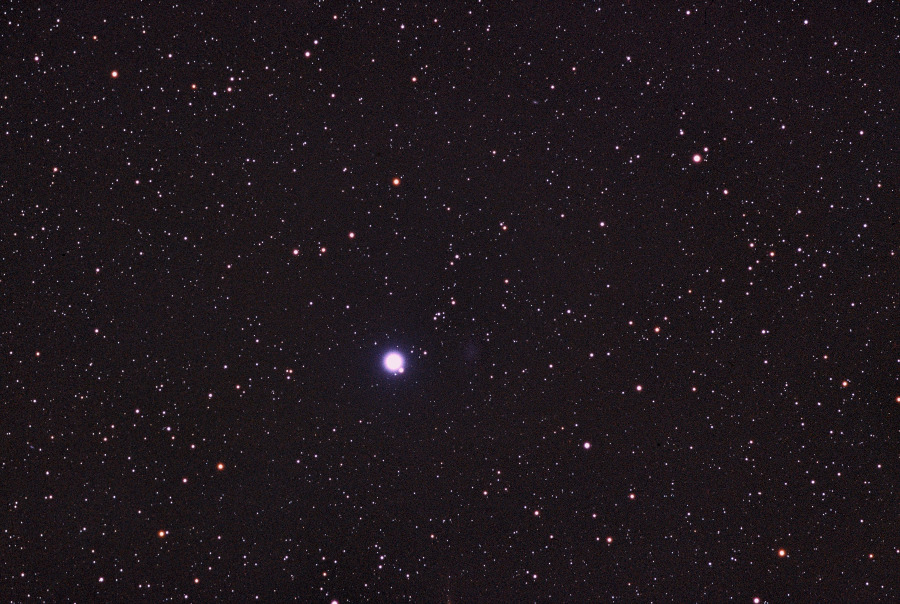
A Leo I törpegalaxis

A törpe szferoidális galaxisok (jelük: dSph) törpe elliptikus galaxisok, melyek tipikusan nagyobb galaxisok körül keringenek. Bár az elliptikus galaxisokhoz hasonlítanak, eredetileg törpe spirál- és szabálytalan galaxisokból keletkeztek. Ezen galaxisok ma nagyon alacsony felületi fényességűek, gázanyagot nem tartalmaznak, viszont a sötét anyag aránya meglehetősen magas bennük. Alacsony felületi fényességük miatt ilyen galaxisokat csak legközelebbi környezetünkből ismerünk, a Tejútrendszer és az Androméda-köd körül fedeztek fel kilenc ilyen galaxist, bár valószínűleg a Világegyetem leggyakoribb galaxisai. Legismertebb képviselőjük a Leo I (UGC 5470)
A nagyobb galaxisok a körüli keringés közben nagyon hamar, talán már az első közeli elhaladásokkor elszippantották a kis galaxisok gázanyagát és csillagait, csak a sötét anyagot hagyva hátra, így ezekben a galaxisokban a csillagkeletkezés nagyon korán leállt.